# 条裂鸢尾兰
条裂鸢尾兰（学名：Oberonia jenkinsiana）为兰科鸢尾兰属下的一个种。

## 扩展阅读
維基物種上的相關：条裂鸢尾兰